# St. Markus (Erlangen)

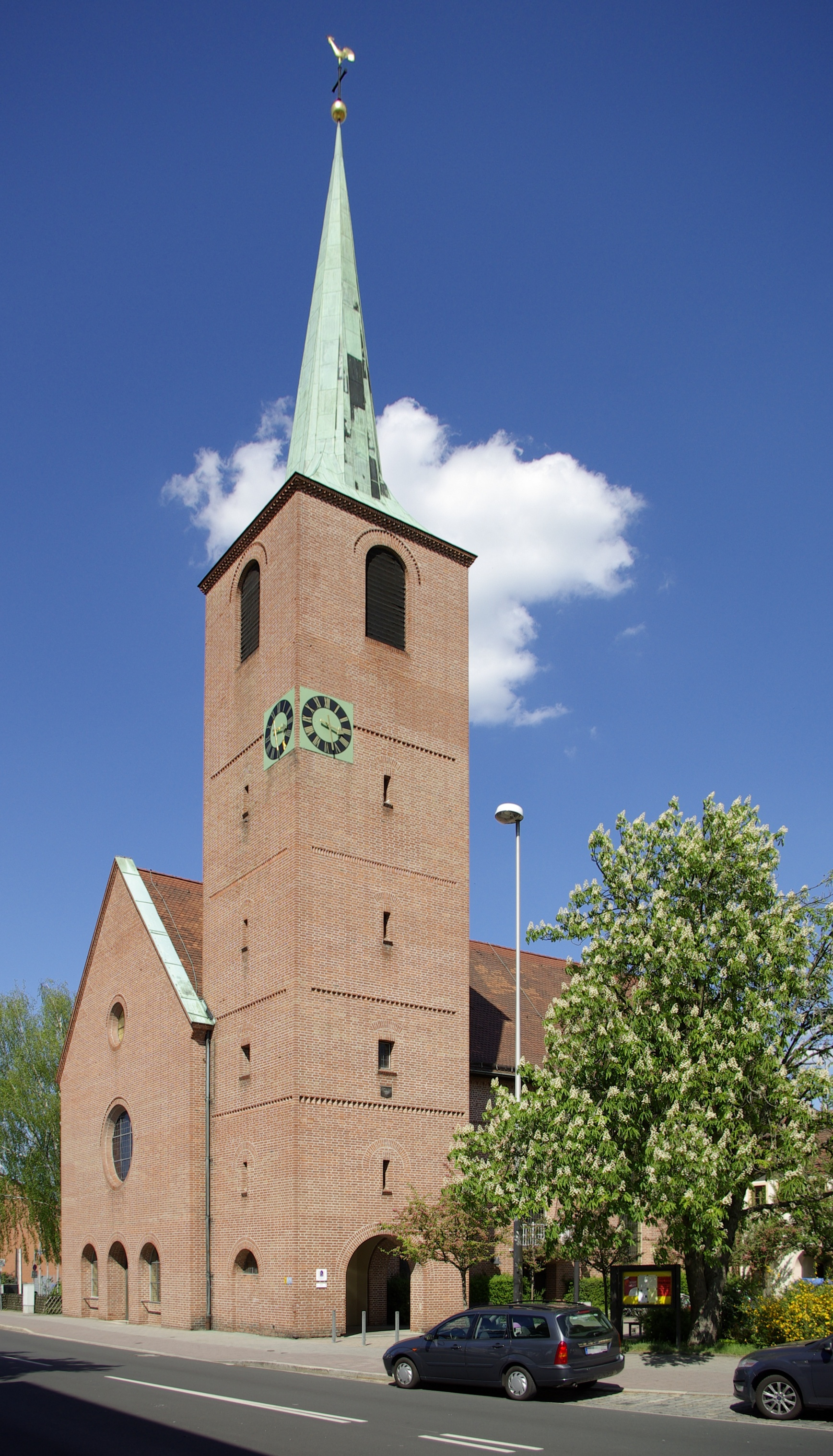
Außenansicht der Erlanger Markuskirche von Südwesten (2012)

Die evangelisch-lutherische Pfarrkirche St. Markus (meist kurz Markuskirche genannt) in Erlangen ist ein stadtbildprägender Kirchenbau der Nachkriegsmoderne mit stilistischen Anklängen an den traditionellen fränkischen Sakralbau. Das nach dem Evangelisten Markus benannte Gotteshaus steht heute unter Denkmalschutz. Die Markusgemeinde wird heute aus rund 4300 evangelischen Christen im Osten Erlangens sowie in Buckenhof und Spardorf gebildet. Der zuvor namenlose Platz vor der Kirche heißt seit 2018 Markusplatz.

## Geschichte
Das Gebiet der evangelischen Kirchengemeinde St. Markus war ursprünglich zwischen Erlangen-Neustadt, der Erlangen-Altstadt und Uttenreuth aufgeteilt. Aufgrund des starken Zuzugs von Heimatvertriebenen und Siemens-Angehörigen nach dem Zweiten Weltkrieg wuchs die Zahl der evangelischen Christen in der Erlanger Oststadt rasch an. Zunächst fanden die Gottesdienste in der Gaststätte Puckenhof oder in der Aula der Berufsschule statt. Ab 1951 konnten diese dann im Saal des neu erbauten, an die heutige Kirche angrenzenden Löhehauses (Sieglitzhofer Straße 2) abgehalten werden.
Die Pläne für den Bau der Markuskirche wurden von dem Ansbacher Oberregierungsbaurat Gottlieb Schwemmer erstellt. Der Rohbau wurde innerhalb von nur dreieinhalb Monaten bis Dezember 1954 im nördlichen Anschluss an das Löhehaus erstellt. Im Folgejahr wurde der Bau fertiggestellt und konnte am 4. Dezember 1955, dem 2. Adventssonntag, eingeweiht werden. Die Baukosten beliefen sich auf insgesamt 285.000 D-Mark; diese konnten nur unter großer Spendenbeteiligung der Gemeindemitglieder aufgebracht werden.
Das aus fünf Glocken bestehende Geläut wurde im Jahr 1959 vervollständigt. Im Jahr 1975 wurde die Markuskirche umgestaltet und deren Ausstattung teilweise erneuert, um das Kircheninnere heller und kommunikativer zu machen. 2005 erfolgte eine weitere Renovierungsmaßnahme; dabei wurde unter anderem neben der Apsis eine Markuskapelle eingerichtet und mit einem Bronzemedaillon der Künstlerin Irene Dilling ausgestattet, das den „Lebenskreis Jesu“ zeigt.

## Beschreibung
Die nach Osten ausgerichteten Saalkirche besteht aus einem gestreckten, mit einem Satteldach bedeckten Langhaus zu fünf Fensterachsen. Die östliche Achse wird einer komplett überbauten und daher von außen nicht erkennbaren Halbrundapsis eingenommen. Mit den rundbogig abschließenden Fensteröffnungen und Portalen wird die romanische Stilrichtung aufgegriffen, mit Frieselementen und dem von einem Spitzhelm bekrönten Turm der gotische Stil. Der fünfgeschossige Turm, der dem Julius-Echter-Turm traditioneller (überwiegend) unterfränkischen Kirchenbauten nachempfunden ist, befindet sich an der Südwestecke des Langhauses und besitzt eine Höhe von rund 40 Metern.
Während der Außenbau von dem dunklen Rot des unverputzten Ziegelmauerwerks geprägt ist, wurde der 17 Meter breite, 27 Meter lange und 14 Meter hohe Innenraum weiß verputzt. Dieser bietet rund 600 Personen Platz. Er wird von einem hölzernen Tonnengewölbe mit horizontalen Dachbindern überspannt und besitzt eine eingezogene Apsis, was ebenfalls an romanische Kirchenbauten erinnert. Auf der Westseite ruht die durch eine geschwungene Brüstung akzentuierte Orgelempore auf Pfeilern, zwischen denen mittels Verglasung der Eingangsbereich abgetrennt ist. Auf der Nordseite befindet sich eine seitliche Empore, die eine Flachdecke und durch eine Reihe aus drei Arkaden vom Hauptschiff abgetrennt wird. Auch diese bauliche Trennung ist äußerlich nicht erkennbar.

### Orgel
Besonders bemerkenswert ist die Orgel der Markuskirche. Sie wurde im Jahr 1733 von dem Nürnberger Orgelbauer Johann Glis für die deutsch-reformierte Kirche am Bohlenplatz geschaffen. Nach deren Umwandlung in ein Gemeindehaus 1953/54 übertrug man das Instrument in die neu errichtete Markuskirche. Hier ist es bis heute im Einsatz. Die Orgel ist eine der ältesten Orgeln Mittelfrankens und gilt nach der Einschätzung des Musikwissenschaftlers Franz Krautwurst als bedeutendste Denkmalorgel in dem Regierungsbezirk. Teilweise wird sie sogar als „Orgel von europäischem Rang“ eingestuft.
Bei einer Restaurierung durch den Orgelbauer Johannes Rohlf im Jahr 1987 erhielt das Instrument ein stilistisch zur Barockdisposition passendes Hinterwerk als zweites Manualwerk sowie ein neues Pedalwerk. Somit verfügt es nunmehr über insgesamt 19 Register auf zwei Manualen und Pedal. Die heutige Disposition des rein mechanischen Schleifladeninstruments lautet wie folgt:
| II Hauptwerk C–c3 |                 |                       |
| 1.                | Principal       | 8′                    |
| 2.                | Human Gedackt   | 8′                    |
| 3.                | Quintatön       | 8′                    |
| 4.                | Octava          | 4′                    |
| 5.                | Flauto Stoccato | 4′                    |
| 6.                | Quinta          | 3′                    |
| 7.                | Nassat-Terz     | 3' + 1 3⁄5′ (Diskant) |
| 8.                | Super-Octava    | 2′                    |
| 9.                | Mixtura III     | 1 ⁄3′                 |

| I Hinterwerk C–c3 |             |    |
| 10.               | Rohrflöte   | 8′ |
| 11.               | Principal   | 4′ |
| 12.               | Coppelflöte | 4′ |
| 13.               | Hohlflöte   | 2′ |
| 14.               | Mixtura III | 2′ |
| 15.               | Trompete    | 8′ |

| Pedal C–d1 |            |     |
| 16.        | Sub-Baß    | 16′ |
| 17.        | Violon-Baß | 8′  |
| 18.        | Octav-Baß  | 4′  |
| 19.        | Fagott-Baß | 16′ |

- Koppeln: I/II, I/P, II/P

Anmerkungen:
1. ↑  1987 neu ab c0
2. 1 2  1987
3. 1 2  1946
4. ↑  1946/87

Auf dem Dachbinder, der sich über die für Orgel und Chor bestimmte Empore spannt, befindet sich die Inschrift „SINGET DEM HERRN EIN NEUES LIED +++“.
Seit 2010 verfügt die Markuskirche außerdem über eine achtregistrige Chororgel des spanischen Orgelbauers Joaquin Lois Cabello.

### Glocken
Das Geläute der Kirche besteht aus fünf Glocken:
| Nummer | Name                | Gussjahr | Gießer         | Gewicht  | Durchmesser | Schlagton |
| ------ | ------------------- | -------- | -------------- | -------- | ----------- | --------- |
| 1      | Ewigkeitsglocke     | 1959     | Rincker (Sinn) | 1034 kg  | 121 cm      | e1        |
| 2      | Friedensglocke      | 1956     | Rincker (Sinn) | 585 kg   | 99,0 cm     | g1        |
| 3      | Gebetsglocke        | 1956     | Rincker (Sinn) | 390 kg   | 86,7 cm     | a1        |
| 4      | Auferstehungsglocke | 1956     | Rincker (Sinn) | 276,5 kg | 77,8 cm     | c2        |
| 5      | Taufglocke          | 1956     | Rincker (Sinn) | 191 kg   | 69,6 cm     | d2        |

Das nur zu hohen Festtagen erklingende Vollgeläute ergibt als Disposition der Glocken ein ausgefülltes Salve-Regina-Motiv.